# Зібілле Шмідт
Зібілле Шмідт (нім. Sybille Schmidt, 31 серпня 1967) — німецька академічна веслувальниця.
Олімпійська чемпіонка 1992 року в складі парної четвірки.
Чемпіонка світу 1989, 1990, 1991 років у складі парної четвірки.